# James Douglas, I baronetto
James Douglas, I baronetto (Lilliesleaf, 1703 – Inghilterra, 2 novembre 1787), è stato un ammiraglio, politico e nobile britannico.

## Biografia

### I primi anni
Douglas era figlio di George Douglas, VII laird di Friarshaw, nel Roxburghshire, e di sua moglie Elizabeth, fglia di sir Patrick Scott, baronetto, di Ancrum, nel Roxburghshire.

### La carriera
Douglas entrò nella Royal Navy ed ottenne il rango di capitano nel 1744. Nel 1745 divenne comandante della HMS Mermaid a Louisbourg e nel 1746 comandò la HMS Vigilante sempre a Louisbourg. Nel 1746 venne nominato commodoro a Newfoundland Station, dal vice ammiraglio Isaac Townsend. La posizione del governatore della colonia era rimasta temporaneamente vacante per la partenza di Richard Edwards e pertanto Douglas non fu propriamente nominato governatore ma, di fatti, ne ricoprì la carica e tale rimase sino a tutto il 1747 quando venne nominato nuovo governatore Charles Watson che giunse a destinazione nel 1748. Divenne quindi deputato al parlamento di Gran Bretagna per le Orcadi e per Shetland dal 1754 al 1768.
Nel 1757 Douglas divenne membro della corte marziale che giudicò e condannò l'ammiraglio John Byng e nel 1759 venne nominato cavaliere per la sua partecipazione alla cattura del Québec.

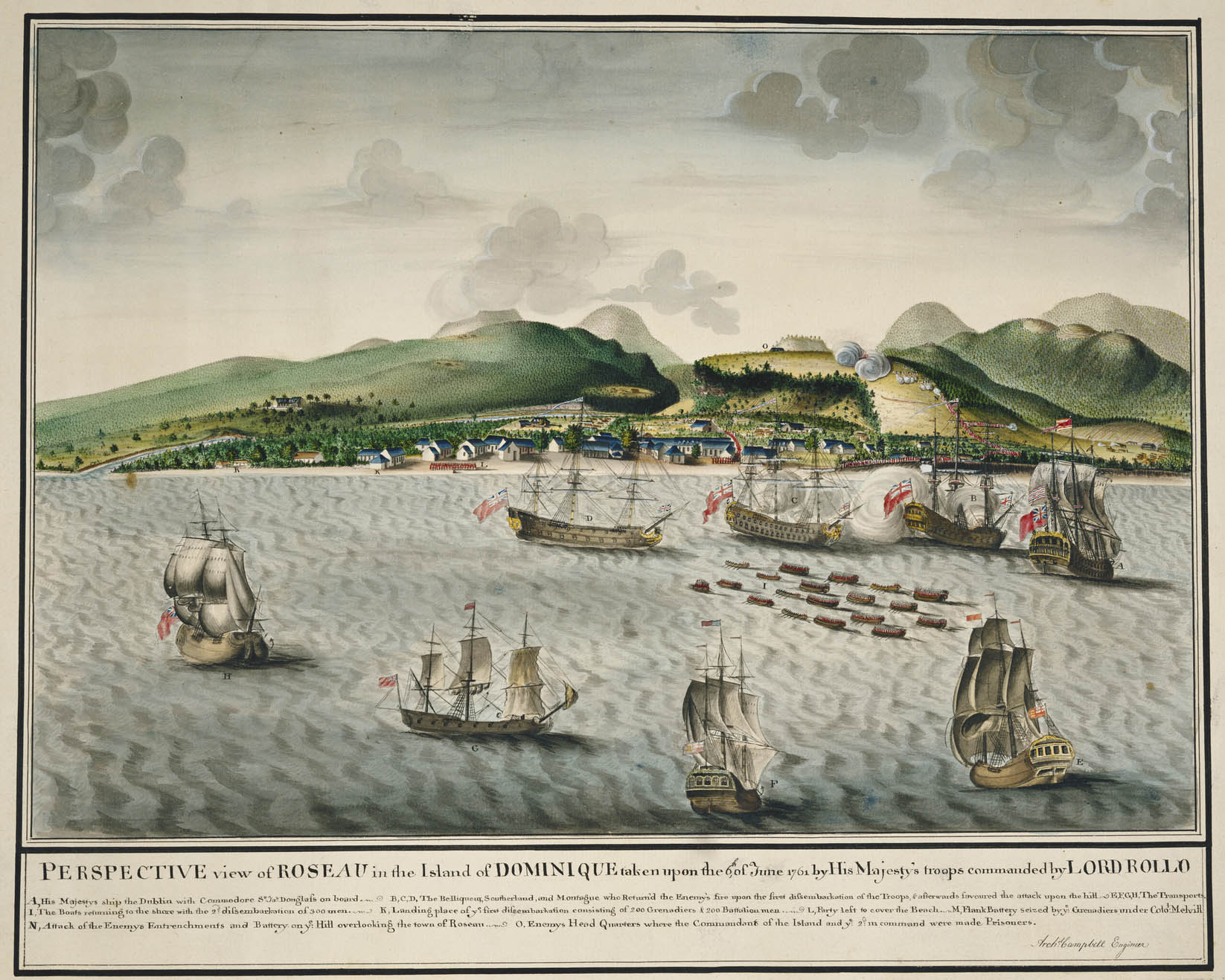
Veduta dell'invasione inglese a Dominica, 6 giugno 1761, in un disegno di Archibald Campbell, dei Royal Engineers.

Divenne comandante in capo delle Isole Sottovento e comandante dello squadrone che catturò Dominica nel 1761. Servì nella flotta dell'ammiraglio George Rodney col quale catturò la Martinica nel febbraio del 1762 e quindi servì sotto l'ammiraglio George Pocock nella spedizione contro Cuba nell'agosto di quello stesso anno. Divenne comandante in capo della Giamaica in quello stesso anno.
Promosso viceammiraglio nel 1770, divenne comandante in capo di Portsmouth nel 1774 e venne quindi promosso ammiraglio nel 1778. Nel 1786 venne creato baronetto, di Maxwell.

## Matrimonio e figli
Douglas si sposò due volte: la prima nel 1753 con Helen (m. 1766), figlia di Thomas Brisbane di Brisbane nell'Ayrshire; la coppia ebbe quattro figli, incluso il futuro ammiraglio James Douglas (1755–1839) e tre figlie. La sua seconda moglie fu lady Helen Boyle, figlia di John Boyle, II conte di Glasgow, e di Helenor Morison.